# Zarrīn Bāgh
Zarrīn Bāgh (persiska: زَرّين باغ, زَرّينی, زرّین باغ) är en ort i Iran.   Den ligger i provinsen Hamadan, i den nordvästra delen av landet, 300 km sydväst om huvudstaden Teheran. Zarrīn Bāgh ligger 1 523 meter över havet och antalet invånare är 267.
Terrängen runt Zarrīn Bāgh är kuperad åt sydväst, men åt nordost är den platt. Runt Zarrīn Bāgh är det ganska tätbefolkat, med 124 invånare per kvadratkilometer. Närmaste större samhälle är Vasaj, 16,1 km öster om Zarrīn Bāgh. Trakten runt Zarrīn Bāgh består till största delen av jordbruksmark.